# سیدآباد (میناب)
سیدآباد، روستایی در دهستان بندزرک بخش بندزرک شهرستان میناب در استان هرمزگان ایران است.

## جمعیت
بر پایه سرشماری عمومی نفوس و مسکن در سال ۱۳۹۵، جمعیت این روستا برابر با ۲۲۹ نفر (۶۸ خانوار) بوده‌است.